# چیس (آلاباما)
چیس (به انگلیسی: Chase) یک منطقهٔ مسکونی در ایالات متحده آمریکا است که در آلاباما واقع شده‌است. چیس ۲۴۲ متر بالاتر از سطح دریا واقع شده‌است.